# Nelson Medina
Nelson Medina (17. srpna 1978, Lima) je umělec z peruánské Limy. Jeho práce je zaměřena na zobrazování globálních trendů a tendencí očima umělců.
Je znám díky založení a vydávání dnes mezinárodně uznávaného magazínu Revolutionart, který podporuje práci nezávislých umělců i slavných talentů.
Umělci z celého světa se podílejí na zobrazovaní svých názorů a pohledů na světové problémy.
Důležitými tématy byly až doposud např. současná změna klimatu, hospodářská krize, rozvoj, pandemie, budoucnost lidstva, vesmíru a přírody.
V magazínu mimo jiné zpovídá významné osobnosti jako např. Greg Marinovich, , Floria Sigismondi, Anthony Hopkins, Paul Mattaheus, , Simone Legno, Matt Mignanelli, Skew Siskin, Jeremyville, Bogdan Zwir, Mark Miremont, Andrzej Dragan, Adhemas Batista, Joey Lawrence, Fernanda Cohen, Brian M. Viveros, Nik Ainley, Jeff Finley a mnoho dalších.